# دونالد جاي ديفين
دونالد جاي ديفين (بالإنجليزية: Donald J. Devine)‏ هو عالم سياسة وصحفي أمريكي، ولد في 1937.

## وصلات خارجية
- دونالد جاي ديفين على موقع إن إن دي بي (الإنجليزية)